# Premios L'Oréal-UNESCO a Mujeres en Ciencia
Los Premios L'Oréal-Unesco a Mujeres en Ciencia (en inglés: L'Oréal-UNESCO Awards for Women in Science) son unos Premios anuales que buscan mejorar la visibilidad de la mujer en la ciencia mediante el reconocimiento de mujeres que han realizado importantes contribuciones al progreso científico. Son el resultado de una alianza entre la Organización de las Naciones Unidas para la Educación, la Ciencia y la Cultura (Unesco) y la multinacional de cosméticos francesa L'Oréal.

## Premios

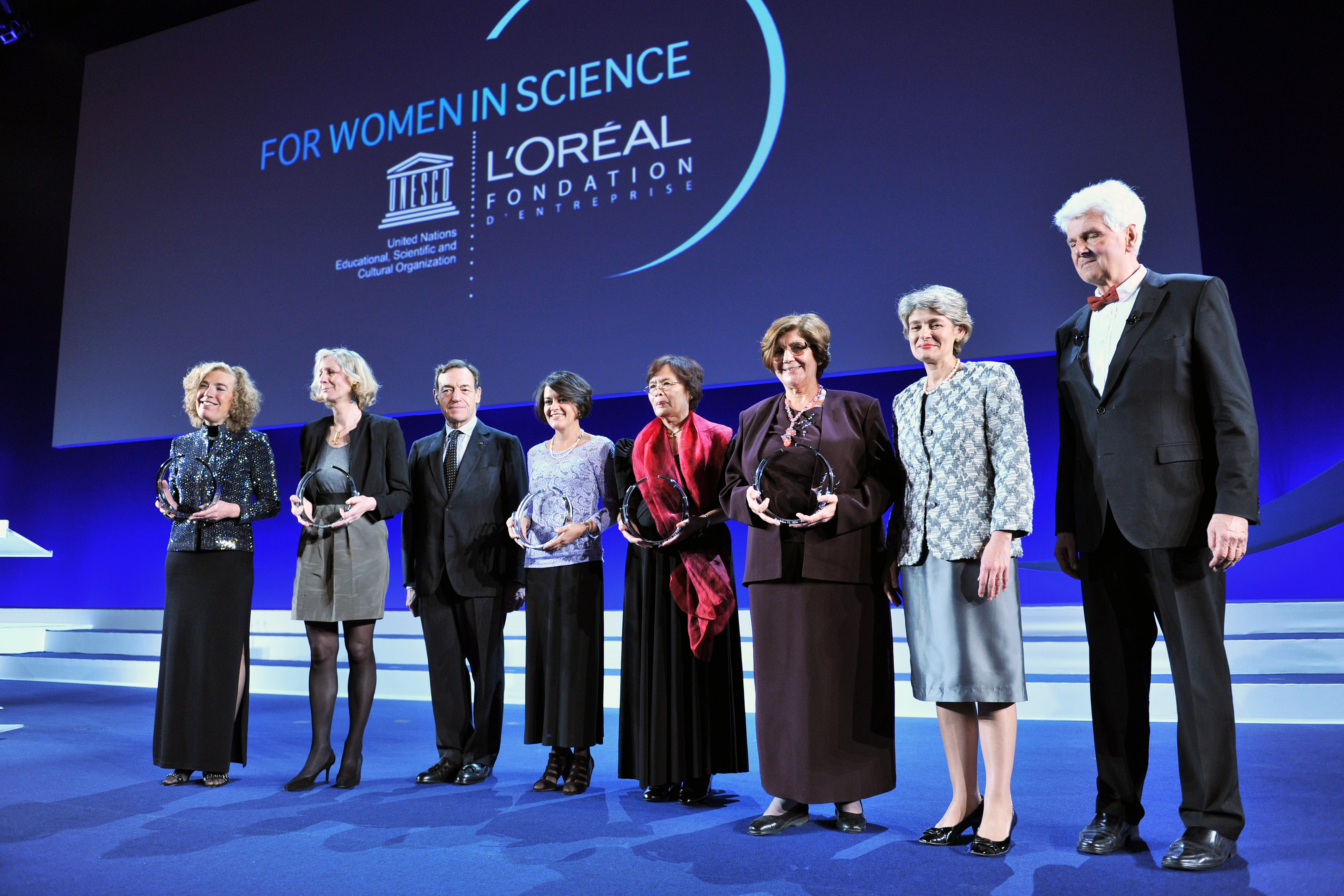
Las galardonadas del año 2010 junto a Irina Bokova, Günter Blobel y Lindsay Owen-Jones.

Cada año, un jurado internacional entrega Premios a mujeres destacadas en los campos de las ciencias de la vida y ciencias de materiales, consistente en 100 000 euros (anteriormente eran 100 000 dólares estadounidenses).
Las científicas galardonadas se dividen por regiones geográficas, eligiendo anualmente una premiada para cada una de estas regiones: África y el Oriente Medio, Asia-Pacífico. Europa, América Latina, el Caribe y América del Norte(la última desde el año 2000, pues no se entregó en la primera versión del Premio en el año 1998).
Los mismos Premios entregan las Becas de Investigación UNESCO-L'Oréal (del inglés: UNESCO-L'Oréal International Fellowships), que proporcionan hasta 40 000 dólares en fondos de más de dos años a quince jóvenes científicas que participan en proyectos de investigación ejemplares y prometedores.

También hay Premios y becas L'Oréal-UNESCO a Mujeres en Ciencia a nivel continental, regional y por países.

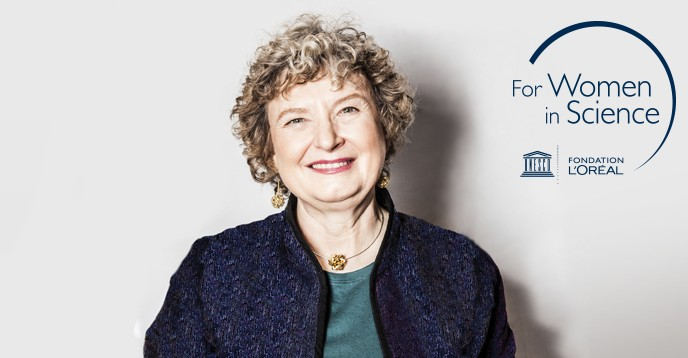
Premio a Ingrid Daubechies (2019).
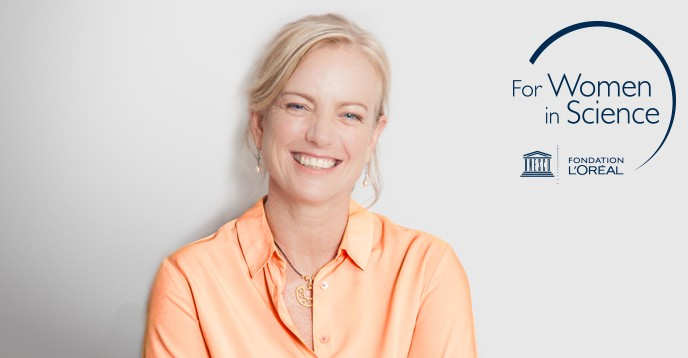
Premio a Karen Hallberg (2019).
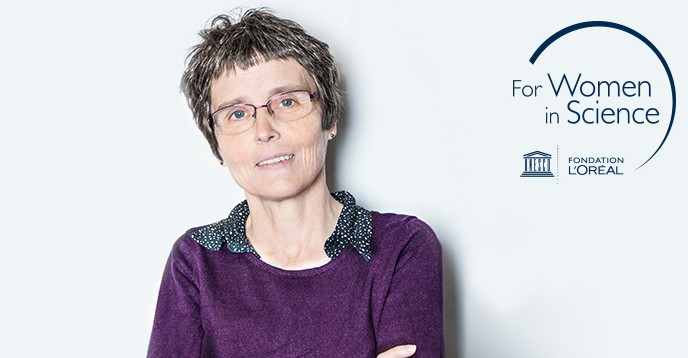
Premio a Claire Voisin (2019).
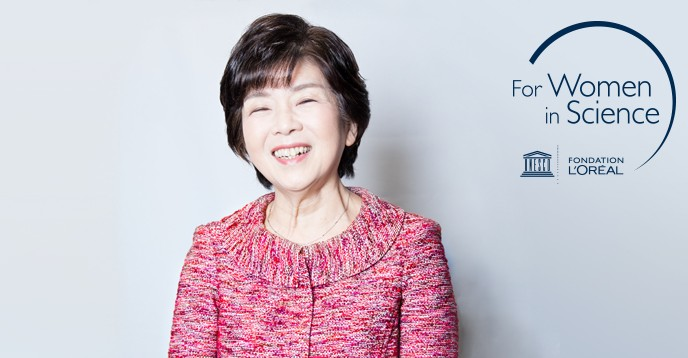
Premio a Maki Kawai (2019).
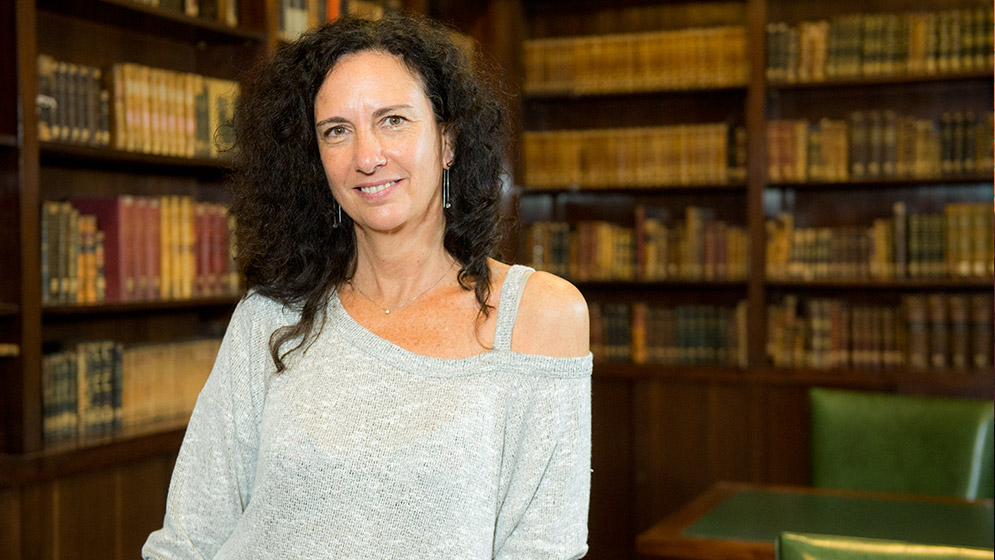
Premio a Haydeé Ana María Viola (2021).
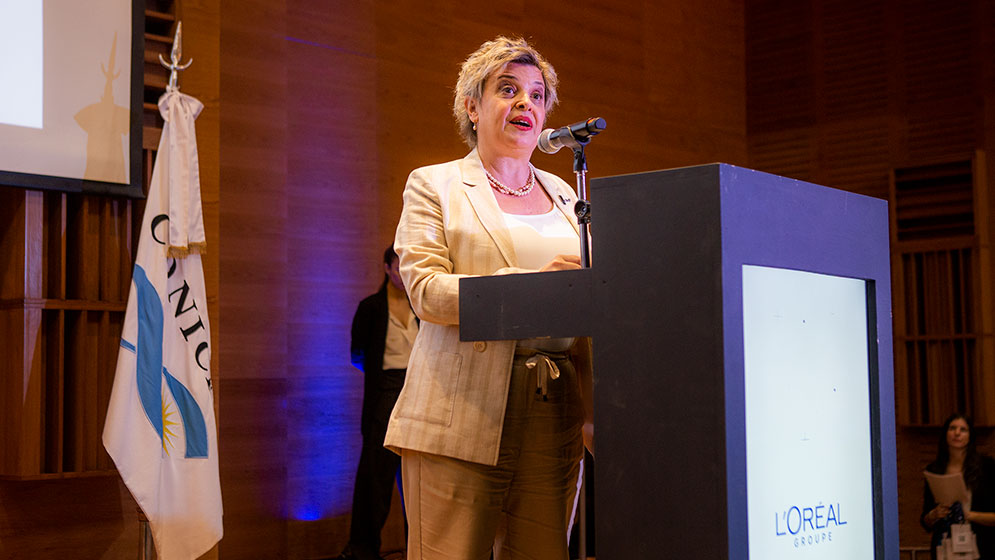
Premio a Carla Giacomelli.
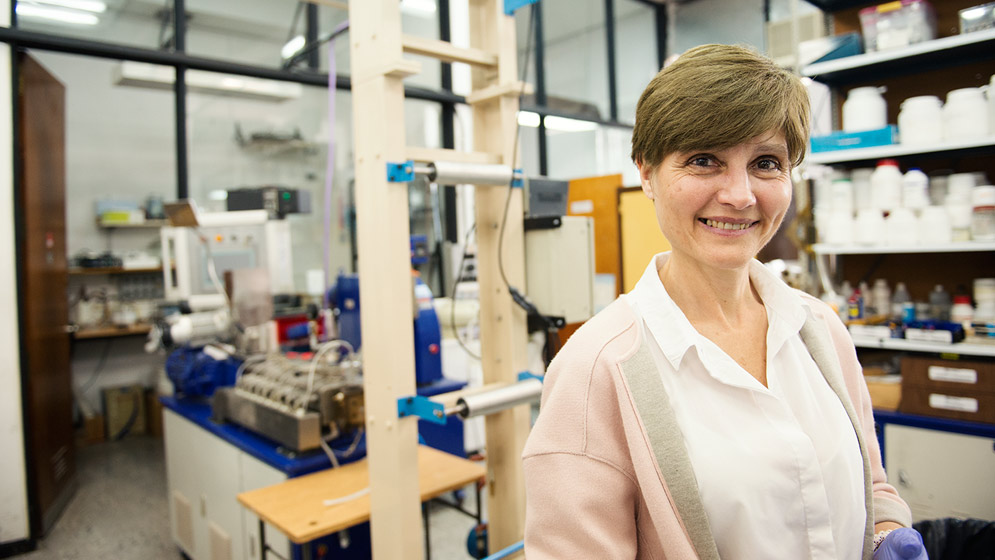
Premio a Silvia Nair Goyanes (2018).

## Galardonadas
| Año  | África y Oriente Medio      | Asia-Pacífico        | Europa                     | América Latina                   | América del Norte        |
| ---- | --------------------------- | -------------------- | -------------------------- | -------------------------------- | ------------------------ |
| 2025 | Priscilla Baker.            | Xiaoyun Wang.        | Claudia Felser.            | María Teresa Dova.               | Barbara Finlayson-Pitts. |
| 2024 | Rose Leke.                  | Nieng Yan.           | Geneviève Almouzni.        | Alicia Kowaltowski.              | Nada Jabado.             |
| 2023 | Suzana Nunes.               | Lidia Morawska.      | Frances Kirwan.            | Anamaría Font.                   | Aviv Regev.              |
| 2022 | Agnes Binagwaho.            | Hailan Hu.           | María Ángela Nieto.        | María Guadalupe Guzmán Tirado.   | Katalin Karikó.          |
| 2021 | Jane Catherine Ngila.       | Kyoko Nozaki.        | Françoise Combes.          | Alicia Dickenstein.              | Shafrira Goldwasser.     |
| 2020 | Abla Mehio Sibai.           | Firdausi Qadri.      | Edith Head.                | María Esperanza Martínez Romero. | Kristi Anseth.           |
| 2019 | Najat A. Saliba.            | Maki Kawai.          | Claire Voisin.             | Karen Hallberg.                  | Ingrid Daubechies.       |
| 2018 | Heather Zar.                | Meemann Chang.       | Caroline Dean.             | Amy Austin.                      | Janet Rossant.           |
| 2017 | Niveen Khashab.             | Michelle Simmons.    | Nicola Spaldin.            | María Teresa Ruiz.               | Zhenan Bao.              |
| 2016 | Quarraisha Abdool Karim.    | Hualan Chen.         | Emmanuelle Charpentier.    | Andrea Gamarnik.                 | Jennifer Doudna.         |
| 2015 | Rajaâ Cherkaoui El Moursli. | Xie Yi.              | Carol V. Robinson.         | Thaisa Storchi Bergmann.         | Molly Shoichet.          |
| 2014 | Segenet Kelemu.             | Kayo Inaba.          | Brigitte Kieffer.          | Cecilia Bouzat.                  | Laurie Glimcher.         |
| 2013 | Francisca Nneka Okeke.      | Reiko Kuroda.        | Pratibha Gai.              | Marcia Barbosa.                  | Deborah S. Jin.          |
| 2012 | Jill Farrant.               | Ingrid Scheffer.     | Frances Ashcroft.          | Susana López Charreton.          | Bonnie Bassler.          |
| 2011 | Faiza Al-Kharafi.           | Vivian Wing-Yah Yam. | Anne L'Huillier.           | Silvia Torres Castilleja.        | Jillian Banfield.        |
| 2010 | Rashika El Ridi.            | Lourdes J. Cruz.     | Anne Dejean-Assémat.       | Alejandra Bravo.                 | Elaine Fuchs.            |
| 2009 | Tebello Nyokong.            | Akiko Kobayashi.     | Athene Donald.             | Beatriz Barbuy.                  | Eugenia Kumacheva.       |
| 2008 | Lihadh Al-Gazali.           | V. Narry Kim.        | Ada Yonath.                | Ana Belén Elgoyhen.              | Elizabeth Blackburn.     |
| 2007 | Ameenah Gurib-Fakim.        | Margaret Brimble.    | Tatiana Birxtein.          | Ligia Gargallo.                  | Mildred Dresselhaus.     |
| 2006 | Habiba Bouhamed Chaabouni.  | Jennifer Graves.     | Christine Van Broeckhoven. | Esther Orozco.                   | Pamela J. Bjorkman.      |
| 2005 | Zohra Ben Lakhdar Akrout.   | Fumiko Yonezawa.     | Dominique Langevin.        | Belita Koiller.                  | Myriam Sarachik.         |
| 2004 | Jennifer Thomson.           | Nancy Ip.            | Christine Petit.           | Lúcia Mendonça Previato.         | Philippa Marrack.        |
| 2003 | Karimat El-Sayed.           | Li Fanghua.          | Ayşe Erzan.                | Mariana Weissmann.               | Anneke Levelt Sengers.   |
| 2002 | Nagwa Meguid.               | Indira Nath.         | Mary Osborn.               | Ana María López Colomé.          | Shirley M. Tilghman.     |
| 2001 | Adeyinka Gladys Falusi.     | Suzanne Cory.        | Anne McLaren.              | Mayana Zatz.                     | Joan A. Steitz.          |
| 2000 | Valerie Mizrahi.            | Tsuneko Okazaki.     | Margarita Salas.           | Eugenia del Pino.                | Joanne Chory.            |
| 1998 | Grace Oladunni Taylor.      | Myeong-Hee Yu.       | Pascale Cossart.           | Gloria Montenegro Rizzardini.    | Sin premio               |